# Parapedaliodes parepa
Parapedaliodes parepa är en fjärilsart som beskrevs av William Chapman Hewitson 1861. Parapedaliodes parepa ingår i släktet Parapedaliodes och familjen praktfjärilar. Inga underarter finns listade i Catalogue of Life.